# Веслування на байдарках і каное на літніх Олімпійських іграх 2020 — байдарки-одиночки, 200 метрів (жінки)
Змагання з веслування на байдарках-одиночках на дистанції 200 м серед жінок на літніх Олімпійських іграх 2020 відбулися 2 - 3 серпня 2021 року на Веслувальному каналі Сі Форест. 

## Передісторія
Це була третя поява цієї дисципліни на Олімпійських іграх. 2012 року нею замінили каное-двійки 500 метрів серед чоловіків.
Серед учасниць є семиразова чинна чемпіонка світу і дворазова чинна олімпійська чемпіонка новозеландка Ліза Керрінгтон, яка здобула квоту для свого НОК і її вибрали для участі в цих змаганнях.

## Формат змагань
Змагання з веслування на байдарках і каное в спринті складаються з чотирьох раундів: попередніх заїздів, чвертьфіналів, півфіналів і фіналів. Особливості проходження етапів залежать від кількості човнів, що розпочинають змагання.

## Розклад
Змагання в цій дисципліні відбулися впродовж двох днів поспіль, два раунди на день. Всі сесії розпочинаються о 9:30 за місцевим часом. Під час однієї сесії можуть відбуватися змагання в кількох різних дисциплінах.
| З | Попередні заїзди | ¼ | Чвертьфінали | ½ | Півфінали | Ф | Фінал |

| Дисципліна↓/Дата → | Пон 2 | Пон 2 | Вів 3 | Вів 3 | Сер 4 | Сер 4 | Чет 5 | Чет 5 | П'ят 6 | П'ят 6 | Суб 7 | Суб 7 |
| ------------------ | ----- | ----- | ----- | ----- | ----- | ----- | ----- | ----- | ------ | ------ | ----- | ----- |
| Б-1, 200 м (жінки) | З     | ¼     | ½     | Ф     |       |       |       |       |        |        |       |       |

## Результати

### Заїзди
Перший і другий човни виходять до півфіналу, решта - потрапляють до чвертьфіналу. 

#### Заїзд 1
| Місце | Доріжка | Байдарочниця                        | Країна             | Час    | Примітки |
| ----- | ------- | ----------------------------------- | ------------------ | ------ | -------- |
| 1     | 5       | Емма Єргенсен                       | Данія (DEN)        | 41.572 | SF       |
| 2     | 4       | Франческа Генцо                     | Італія (ITA)       | 42.198 | SF       |
| 3     | 2       | Анамарія Говорчинович               | Хорватія (CRO)     | 42.901 | QF       |
| 4     | 3       | Кічасова-Скорик Марія Олександрівна | Україна (UKR)      | 44.564 | QF       |
| 5     | 1       | Хаула Сассі                         | Туніс (TUN)        | 45.101 | QF       |
| 6     | 7       | Джейд Тірні                         | Острови Кука (COK) | 48.271 | QF       |
| 7     | 6       | Аміра Херіс                         | Алжир (ALG)        | 48.306 | QF       |

#### Заїзд 2
| Місце | Доріжка | Байдарочниця      | Країна           | Час    | Примітки |
| ----- | ------- | ----------------- | ---------------- | ------ | -------- |
| 1     | 3       | Дора Луч          | Угорщина (HUN)   | 41.098 | SF       |
| 2     | 5       | Марта Вальчикевич | Польща (POL)     | 41.100 | SF       |
| 3     | 4       | Лінеа Стенсілс    | Швеція (SWE)     | 41.109 | QF       |
| 4     | 7       | Ма Цін            | Китай (CHN)      | 42.706 | QF       |
| 5     | 1       | Жоана Васконселос | Португалія (POR) | 43.059 | QF       |
| 6     | 6       | Леа Жамело        | Франція (FRA)    | 43.589 | QF       |
| 7     | 2       | Самаа Ахмед       | Єгипет (EGY)     | 47.272 | QF       |

#### Заїзд 3
| Місце | Доріжка | Байдарочниця      | Країна                | Час    | Примітки |
| ----- | ------- | ----------------- | --------------------- | ------ | -------- |
| 1     | 5       | Тереса Портела    | Іспанія (ESP)         | 40.812 | SF       |
| 2     | 3       | Анна Карас        | Угорщина (HUN)        | 41.127 | SF       |
| 3     | 4       | Дебора Керр       | Велика Британія (GBR) | 41.168 | QF       |
| 4     | 7       | Гелена Висневська | Польща (POL)          | 41.407 | QF       |
| 5     | 1       | Андреанн Ланглуа  | Канада (CAN)          | 41.525 | QF       |
| 6     | 6       | Бренда Рохас      | Аргентина (ARG)       | 43.802 | QF       |
| 7     | 2       | Енн Кернс         | Самоа (SAM)           | 46.795 | QF       |

#### Заїзд 4
| Місце | Доріжка | Байдарочниця       | Країна                           | Час    | Примітки |
| ----- | ------- | ------------------ | -------------------------------- | ------ | -------- |
| 1     | 3       | Їнь Мендє          | Китай (CHN)                      | 41.688 | SF       |
| 2     | 5       | Тереза Портела     | Португалія (POR)                 | 42.050 | SF       |
| 3     | 6       | Ваніна Паолетті    | Франція (FRA)                    | 42.334 | QF       |
| 4     | 4       | Наталія Подольська | Олімпійський комітет Росії (ROC) | 42.845 | QF       |
| 5     | 7       | Юлія Юрійчук       | Україна (UKR)                    | 43.760 | QF       |
| 6     | 1       | Сара Мільтерс      | Данія (DEN)                      | 43.863 | QF       |
| 7     | 2       | Юка Оно            | Японія (JPN)                     | 45.251 | QF       |

#### Заїзд 5
| Місце | Доріжка | Байдарочниця          | Країна                           | Час    | Примітки |
| ----- | ------- | --------------------- | -------------------------------- | ------ | -------- |
| 1     | 5       | Ліза Керрінгтон       | Нова Зеландія (NZL)              | 40.715 | SF       |
| 2     | 2       | Світлана Черніговська | Олімпійський комітет Росії (ROC) | 41.540 | SF       |
| 3     | 4       | Міліца Новакович      | Сербія (SRB)                     | 41.579 | QF       |
| 4     | 3       | Емілі Льюїс           | Велика Британія (GBR)            | 42.038 | QF       |
| 5     | 6       | Мішель Расселл        | Канада (CAN)                     | 42.236 | QF       |
| 6     | 1       | Наталія Сергеєва      | Казахстан (KAZ)                  | 46.657 | QF       |

### Чвертьфінали
Перший і другий човни виходять до півфіналу, решта - вибувають.

#### Чвертьфінал 1
| Місце | Доріжка | Байдарочниця                        | Країна             | Час    | Примітки |
| ----- | ------- | ----------------------------------- | ------------------ | ------ | -------- |
| 1     | 2       | Андреанн Ланглуа                    | Канада (CAN)       | 41.728 | SF       |
| 2     | 4       | Ма Цін                              | Китай (CHN)        | 42.321 | SF       |
| 3     | 5       | Анамарія Говорчинович               | Хорватія (CRO)     | 43.307 |          |
| 4     | 6       | Жоана Васконселос                   | Португалія (POR)   | 43.379 |          |
| 5     | 1       | Сара Мільтерс                       | Данія (DEN)        | 43.675 |          |
| 6     | 3       | Кічасова-Скорик Марія Олександрівна | Україна (UKR)      | 44.247 |          |
| 7     | 8       | Самаа Ахмед                         | Єгипет (EGY)       | 47.882 |          |
| 8     | 7       | Джейд Тірні                         | Острови Кука (COK) | 49.290 |          |

#### Чвертьфінал 2
| Місце | Доріжка | Байдарочниця      | Країна          | Час    | Примітки |
| ----- | ------- | ----------------- | --------------- | ------ | -------- |
| 1     | 5       | Лінеа Стенсілс    | Швеція (SWE)    | 41.313 | SF       |
| 2     | 4       | Міліца Новакович  | Сербія (SRB)    | 41.340 | SF       |
| 3     | 3       | Гелена Висневська | Польща (POL)    | 41.559 |          |
| 4     | 7       | Леа Жамело        | Франція (FRA)   | 43.338 |          |
| 5     | 2       | Юлія Юрійчук      | Україна (UKR)   | 43.871 |          |
| 6     | 6       | Хаула Сассі       | Туніс (TUN)     | 45.809 |          |
| 7     | 1       | Наталія Сергеєва  | Казахстан (KAZ) | 46.736 |          |
| 8     | 8       | Енн Кернс         | Самоа (SAM)     | 47.141 |          |

#### Чвертьфінал 3
| Місце | Доріжка | Байдарочниця       | Країна                           | Час    | Примітки |
| ----- | ------- | ------------------ | -------------------------------- | ------ | -------- |
| 1     | 5       | Дебора Керр        | Велика Британія (GBR)            | 42.742 | SF       |
| 2     | 2       | Мішель Расселл     | Канада (CAN)                     | 42.940 | SF       |
| 3     | 3       | Емілі Льюїс        | Велика Британія (GBR)            | 42.945 |          |
| 4     | 4       | Ваніна Паолетті    | Франція (FRA)                    | 43.163 |          |
| 5     | 6       | Наталія Подольська | Олімпійський комітет Росії (ROC) | 43.212 |          |
| 6     | 7       | Бренда Рохас       | Аргентина (ARG)                  | 44.876 |          |
| 7     | 8       | Юка Оно            | Японія (JPN)                     | 45.610 |          |
| 8     | 1       | Аміра Херіс        | Алжир (ALG)                      | 49.412 |          |

### Півфінали
Перші чотири човни виходять до фіналу A, решта - потрапляють до фіналу B.   

#### Півфінал 1
| Місце | Доріжка | Байдарочниця      | Країна              | Час    | Примітки |
| ----- | ------- | ----------------- | ------------------- | ------ | -------- |
| 1     | 3       | Ліза Керрінгтон   | Нова Зеландія (NZL) | 38.127 | OB, FA   |
| 2     | 5       | Емма Єргенсен     | Данія (DEN)         | 38.457 | FA       |
| 3     | 6       | Марта Вальчикевич | Польща (POL)        | 38.563 | FA       |
| 4     | 4       | Тереса Портела    | Іспанія (ESP)       | 38.858 | FA       |
| 4     | 8       | Лінеа Стенсілс    | Швеція (SWE)        | 38.858 | FA       |
| 6     | 2       | Тереза Портела    | Португалія (POR)    | 39.301 | FB       |
| 7     | 7       | Мішель Расселл    | Канада (CAN)        | 40.224 | FB       |
| 8     | 1       | Ма Цін            | Китай (CHN)         | 40.837 | FB       |

#### Півфінал 2
| Місце | Доріжка | Байдарочниця          | Країна                           | Час    | Примітки |
| ----- | ------- | --------------------- | -------------------------------- | ------ | -------- |
| 1     | 4       | Дора Луч              | Угорщина (HUN)                   | 39.713 | FA       |
| 2     | 1       | Дебора Керр           | Велика Британія (GBR)            | 39.751 | FA       |
| 3     | 7       | Андреанн Ланглуа      | Канада (CAN)                     | 39.952 | FA       |
| 4     | 3       | Франческа Генцо       | Італія (ITA)                     | 40.000 | FA       |
| 5     | 5       | Їнь Мендє             | Китай (CHN)                      | 40.069 | FB       |
| 6     | 8       | Міліца Новакович      | Сербія (SRB)                     | 40.257 | FB       |
| 7     | 2       | Світлана Черніговська | Олімпійський комітет Росії (ROC) | 40.433 | FB       |
| 8     | 6       | Анна Карас            | Угорщина (HUN)                   | 40.724 | FB       |

### Фінали

#### Фінал B
| Місце | Lane | Canoer                | Країна                           | Час    | Примітки |
| ----- | ---- | --------------------- | -------------------------------- | ------ | -------- |
| 10    | 5    | Тереза Портела        | Португалія (POR)                 | 39.562 |          |
| 11    | 2    | Світлана Черніговська | Олімпійський комітет Росії (ROC) | 39.977 |          |
| 12    | 4    | Їнь Мендє             | Китай (CHN)                      | 40.365 |          |
| 13    | 3    | Мішель Расселл        | Канада (CAN)                     | 40.527 |          |
| 13    | 6    | Міліца Новакович      | Сербія (SRB)                     | 40.527 |          |
| 15    | 7    | Ма Цін                | Китай (CHN)                      | 40.652 |          |
| 16    | 8    | Анна Карас            | Угорщина (HUN)                   | 41.242 |          |

#### Фінал A
| Місце | Lane | Canoer            | Країна                | Час    | Примітки |
| ----- | ---- | ----------------- | --------------------- | ------ | -------- |
| 1     | 5    | Ліза Керрінгтон   | Нова Зеландія (NZL)   | 38.120 | OB       |
| 2     | 9    | Тереса Портела    | Іспанія (ESP)         | 38.883 |          |
| 3     | 3    | Емма Єргенсен     | Данія (DEN)           | 38.901 |          |
| 4     | 7    | Марта Вальчикевич | Польща (POL)          | 39.170 |          |
| 5     | 1    | Лінеа Стенсілс    | Швеція (SWE)          | 39.287 |          |
| 6     | 4    | Дора Луч          | Угорщина (HUN)        | 39.442 |          |
| 7     | 8    | Франческа Генцо   | Італія (ITA)          | 40.184 |          |
| 8     | 6    | Дебора Керр       | Велика Британія (GBR) | 40.409 |          |
| 9     | 2    | Андреанн Ланглуа  | Канада (CAN)          | 40.473 |          |